# Teofilo Antecessore
Teofilo detto Antecessore (in greco bizantino: θεόφιλος Ἀντικήνσωρ, in latino: Theophilus Antecessor; fl. VI secolo) è stato un giurista bizantino, rettore della scuola di diritto di Costantinopoli, autore della Parafrasi greca delle Istituzioni di Giustiniano.
Secondo la Constitutio Imperatoriam Giustiniano affidò a Triboniano, Teofilo e Doroteo l'incarico di compilare le Institutiones, un manuale per gli studenti di diritto, ricalcato sulle Istituzioni di Gaio. Teofilo curò anche la Parafrasi greca delle Istituzioni, arricchendola di commenti. Tale testo fu ritradotto in latino, probabilmente dallo stesso autore ed ampiamente conosciuto anche in occidente in corrispondenza del risveglio degli studi del diritto romano. Anche quando si diffuse la stampa, le opere di Teofilo Antecessore ebbero una larga diffusione, a volte insieme al testo giustinianeo, a volte in sostituzione di esso, pubblicato insieme con le Paratitla.